# زالتسبرگن
زالتسبرگن (به آلمانی: Salzbergen) یک شهر در آلمان است که در امسلاند واقع شده‌است. زالتسبرگن ۷٬۵۰۴ نفر جمعیت دارد.